# ذمار علي ذريح
ذمار علي ذريح بن كرب إيل وتر يهنعم بن ذمار علي بين (20م - 80م): ملك سبأ وذي ريدان،وهو ابن الملك  كرب إيل وتر يهنعم الأول.اتصل ذمار علي ذريح بالحكم منذ أيام والده كرب إيل وتر يهنعم (حوالي 60م) كما تشير إلى ذلك النقوش بلقب (كرب إيل يهنعم وابنه ذمار علي ملكي سبأ وذي ريدان).
تولى ذمار علي ذريح عرش سبأ ما بين العام (70م - 80م) خلفاً لوالده  كرب إيل وتر يهنعم الأول. وتم العثور على نقشان من عهد ابنه الملك يهاقم يرزح مؤرخة في شهر ذو مذراء سنة 200 حـ في التقويم الحميري الموافق يوليو 90 بعد الميلاد (النقشان المؤرخة: خلدون - جرف النعيمية 4،5).